# Гроблевский, Рышард
Рышард Гроблевский (пол. Ryszard Groblewski; род. 1983, Варшава) — польский альтист.
Окончил Варшавскую консерваторию, ученик Петра Рейхерта. В 2002 г. выиграл Международный конкурс имени Брамса в Пёртшахе (Австрия), в 2005 г. удостоен первой премии и приза зрительских симпатий на Международном конкурсе исполнителей в Женеве. Участвовал в значительных музыкальных фестивалях в Кронберге (Германия) и Локенхаусе (Австрия), а также в известном американском фестивале в Равинии. Гастролирует в разных странах Европы, исполняя как произведения классических композиторов, так и современную музыку (Лигети, Губайдулина и др.).